# Petrischule

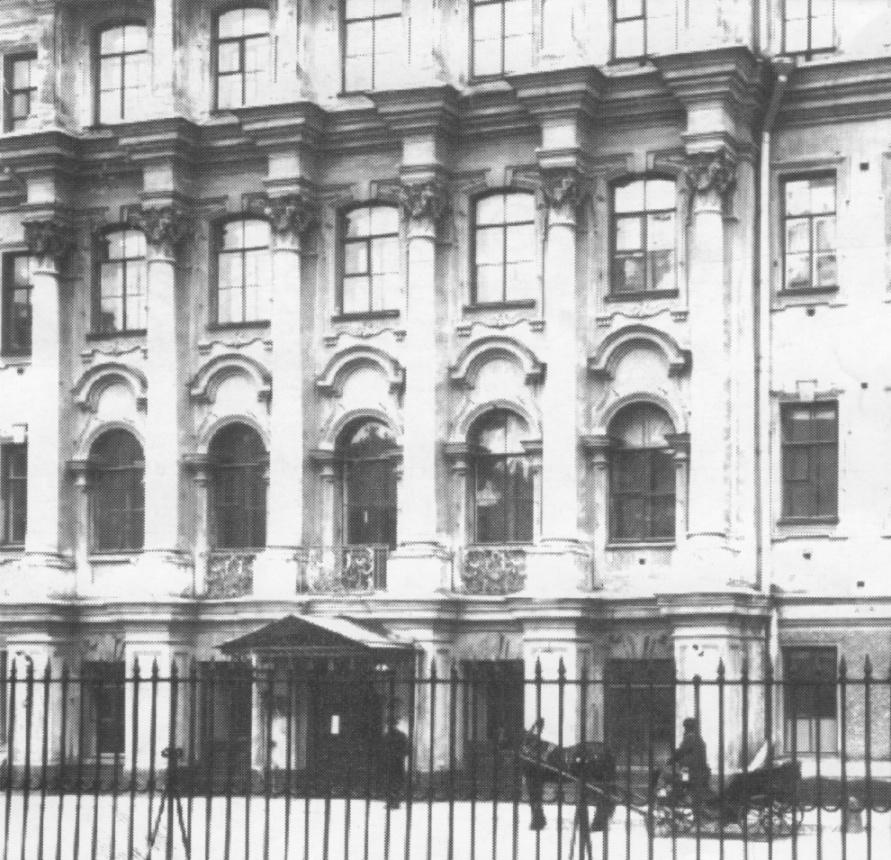
Das Gebäude der Schule im Jahre 1910

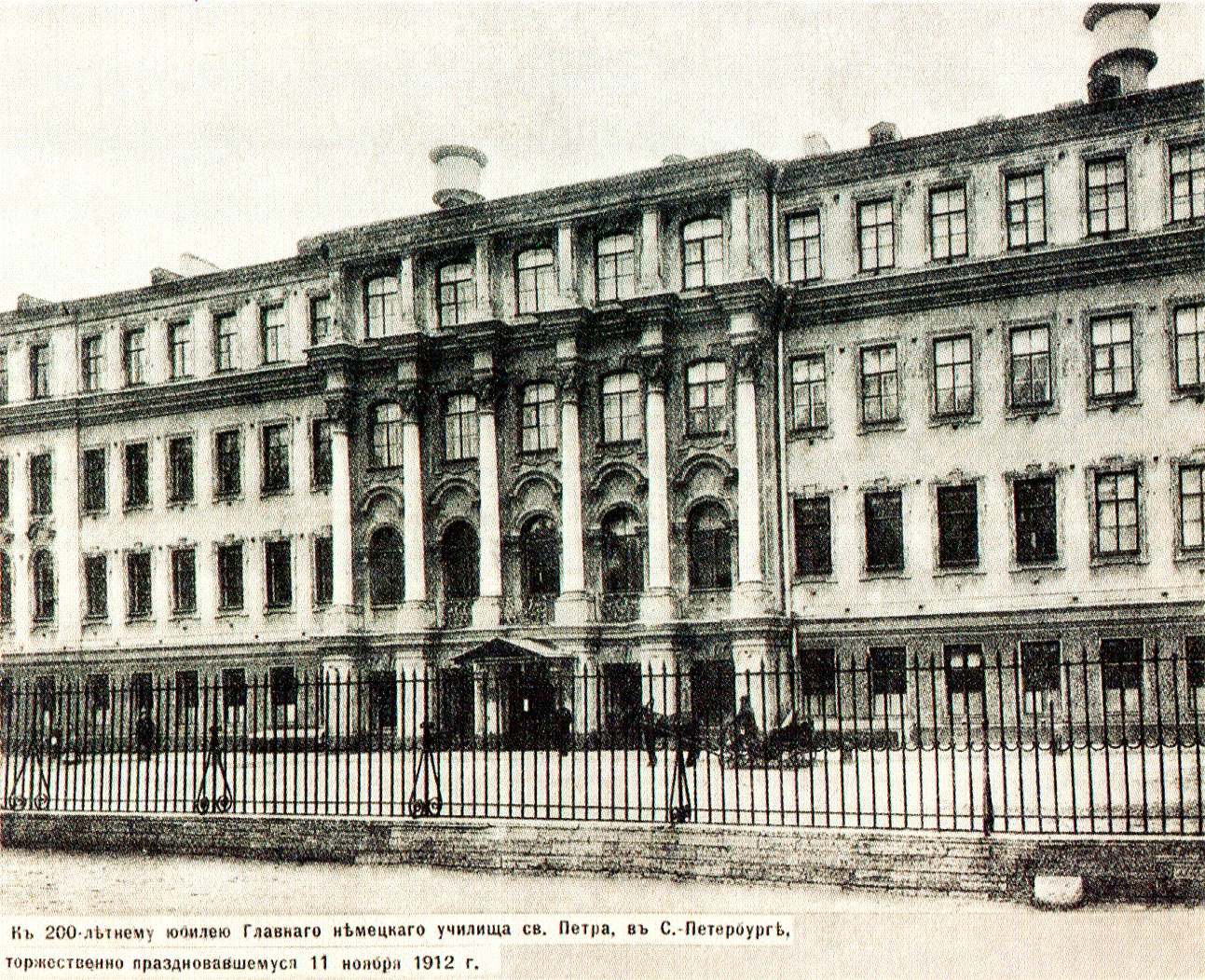
Petrischule 1912

Die Petrischule (auch Sankt-Petri-Schule; russisch Петришуле) ist eine traditionsreiche, im Jahr 1709 gegründete, weiterführende Schule in der russischen Stadt Sankt Petersburg.
Sie zeichnet sich heute durch einen besonders intensiven Deutschunterricht aus. Bis zu Beginn des Ersten Weltkriegs war die Unterrichtssprache Deutsch, wurde dann aber auf Grund der damaligen politischen Spannung zwischen Deutschland und Russland auf Russisch umgestellt, die deutsche Sprache verblieb aber weiterhin einer der Schwerpunkte der Schule. Die Petrischule ist bis heute eine Ausbildungsstätte zahlreicher prominenter Personen.

## Geschichte
Die Petrischule wurde 1709 auf Initiative Peters I. gegründet. Sie wurde insbesondere von Deutschbalten und anderen in Russland lebenden Deutschen besucht und gehörte bald zu den prestigeträchtigsten Schulen in Sankt Petersburg. Zu den zwischenzeitlichen Lehrern zählten unter anderem der Physiker Emil Lenz, der Sprachwissenschaftler Nikolai Gretsch und der Mathematiker Nikolai Braschman. 1840 wurde Friedrich Lorentz Direktor. Im Jahr 1912 hatte die Petrischule etwa 1600 Schüler, davon etwa 25 % Russen.
Finanziert wurde die Petrischule bis dahin zu einem Teil durch die deutsch-lutherische Gemeinde der nahegelegenen Sankt-Petri-Kirche. Mit Beginn des Ersten Weltkriegs nahmen die Spannung zwischen Deutschland und Russland zu, infolgedessen wurde die Unterrichtssprache der Schule zwangsweise von Deutsch auf Russisch umgestellt. Zwar verblieb die Deutsche Sprache weiterhin einer der Schwerpunkte der Petrischule, zahlreiche Lehrer und Schüler mussten durch die Umstellung die Schule aber verlassen.
Während der Zeit der Sowjetunion wurde die Petrischule umbenannt, erhielt aber 1996 ihren historischen Namen wieder zurück. Sie hat heute etwa 500 Schüler.

## Bekannte ehemalige Schüler
- Nikolai Benois (1813–1898), Architekt
- Richard Bergholz (1865–1920), Landschaftsmaler
- Alfred Blumenfeld (1912–1992), Diplomat
- Eduard Brandt (1839–1891), Mediziner (vergleichende Anatomie) und Zoologe (Entomologie)
- Leonid Breitfuß (1864–1950), Meeresbiologe und Polarforscher
- Alexander Brückner (1834–1896), Historiker
- Otto von Böhtlingk (1815–1904), Indologe
- Daniil Charms (1905–1942), Schriftsteller
- Erich Diehl (1890–1952), Altphilologe
- Eduard Dobbert (1839–1899), Kunsthistoriker
- Martin Eppinger (1822–1873), Architekt
- Georg Forster (1754–1794), Naturforscher
- Alexander Galitsch (1783–1848), Philosoph und Logiker
- Herbert Girgensohn (1887–1963), Theologe
- Michail Gromow (* 1943), Mathematiker
- Wilhelm Junker (1840–1892), Afrikaforscher
- Gerhard von Keußler (1874–1949), Komponist
- Hermann Friedrich Kilian (1800–1863), Gynäkologe
- Michail Kosakow (1934–2011), Schauspieler und Regisseur
- Christoph Casimir Lerche (1749–1825), Leibarzt des russischen Kaisers Alexander I.
- Peter Lesgaft (1837–1909), Anatomist
- Lew Lossew (1937–2009), Poet und Literaturkritiker
- Juri Lotman (1922–1993), Literaturwissenschaftler und Semiotiker
- Gregor von Helmersen (1803–1885), Geologe und Forschungsreisender
- Carl Friedrich Keil (1807–1888), Theologe
- August David Krohn (1803–1891), Zoologe
- Elisabeth Kulmann (1808–1825), Dichterin
- Friedrich Fromhold Martens (1845–1909), Jurist und Diplomat
- Nikolai Menschutkin (1842–1907), Chemiker
- Maximilian Messmacher (1842–1906), Architekt
- Modest Mussorgski (1839–1881), Komponist
- Theodor Pleske (1858–1932), Zoologe
- Carlo Rossi (1775–1849), Architekt
- Michail Saizew (* 1971), Schachspieler
- Lou Andreas-Salomé (1861–1937), Schriftstellerin
- Gennadi Schatkow (1932–2009), Boxer
- Friedrich Schubert (1789–1865), Offizier und Geodät
- Viktor Schröter (1839–1901), Baumeister
- Konstantin Thon (1794–1881), Architekt
- Katerina Wladimirowna Tichonowa (* 1986), Tochter des russischen Präsidenten Wladimir Putin
- Wolfgang Wachtsmuth (1876–1964), Pädagoge
- Nikolai Sergejewitsch Wolkonski (1753–1821), General der Infanterie und Militärgouverneur
- Pawel Tschitschagow (1767–1849), Admiral